# 柏卓克·雲安賀治
柏卓克·約翰·米基爾·雲安賀治（荷蘭語：Patrick John Miguel van Aanholt，發音：[ˈpɛtrɪk fɑn ˈaːnɦɔlt]；1990年8月29日—），荷蘭職業足球員，司職左閘，現效力於荷甲球隊鹿特丹斯巴達。曾被土超球會加拉塔沙雷外借至荷甲球隊PSV燕豪芬。他在車路士展開職業生涯，但在該隊的發展並不順利。2014年以150萬鎊轉會費加盟新特蘭。
雲安賀治亦曾入選荷蘭各組別的代表隊參加過不少賽事。

## 球會

### 車路士
雲安賀治於2007年加入車路士青年軍。他在外借至高雲地利時，於2009年8月9日首次亮相職業賽，在英冠對葉士域治的賽事中正選上陣。由於部份球員需出戰非洲國家盃，他在12月獲車路士重召。
2009/10球季英足盃對普雷斯頓的作客賽事，雲安賀治首次入選大軍名單，並獲發52號球衣，但最終未獲安排上陣。2010年3月24日首次代表車路士出賽，在作客5:0大勝樸茨茅夫的賽事中於71分鐘後備入替施哥夫，擔任左閘。2010年3月27日大勝阿士東維拉7:1的聯賽中首次為車路士於主場作賽，亦是擔任後備。2010年1月29日，雲安賀治外借加盟紐卡素，以頂替受傷的正選左閘荷西·安歷基。作客2:1勝屈福特的賽事是他最後一場代表紐卡素的賽事。

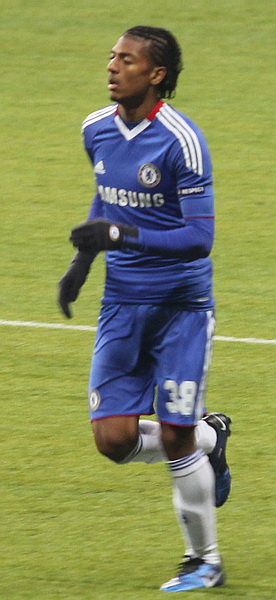
2010年雲安賀治代表車路士

2010年9月22日，雲安賀治在倒戈紐卡素的英聯盃賽事取得其職業生涯首個入球，但球隊仍以3:4落敗。2011年1月26日，他被外借至李斯特城直至季尾。2011年1月2日對錫菲聯的賽事首次為李斯特城披甲，球隊在這場賽事以1:0取勝，但在踢了六場比賽後，他卻在月尾遭到大腿肌肉撕裂，需要養傷一個月。2011年4月9日，雲安賀治在球隊4:0大勝般尼一戰攻入其首個職業聯賽入球。
2011年8月31日轉會窗關閉之日，雲安賀治外借加盟韋根，為期一年。雲安賀治的外借合約在經過三方協商後決定提前終止。在這段短暫的外借期，他共踢了三場聯賽及一場盃賽，但至10月1日他未再獲安排進入一隊陣容。

### 外借至維迪斯
2012年1月6日，在完結與韋根的外借合約後，雲安賀治重返車路士。九日後，他外借加盟荷甲球會維迪斯直至季尾。雲安賀治返回家鄉與季初已加盟的車路士隊友卡拉斯和戴維拉再遇。2012年7月11日，他與維迪斯的外借合約獲延長，為期一季。2013年7月7日，他再次獲維迪斯續借一年，在2013/14球季，他在歐霸盃的首回合作客佩特羅魯的賽事中首次正選上陣，但在86分鐘被罰黃牌。在之後的九場賽事中，他在其中八場均擔任正選，包括對洛達的賽事中交出一記助攻，助球隊逼和對手1:1。
2013年12月7日，雲安賀治在球隊作客6:2狂勝PSV燕豪芬一戰中取得其在維迪斯的第五個入球，助維迪斯繼續排在榜首。

### 新特蘭
2014年7月25日，雲安賀治離開車路士，轉會至另一支英超球會新特蘭，轉會費未公布但外界估計為150萬鎊，合約為期四年。8月16日他首次為新球會踢正選，在英超作客對西布朗的賽事上陣，他助攻予施巴斯坦·拿臣扳平，助球隊逼和對手2:2。11月3日，在新特蘭擊敗水晶宮的賽事中，雲安賀治助攻予隊友史提芬·費查攻入先開紀錄一球，但在上半場他卻因手臂受傷而被換出，由布朗入替。2015年1月4日，雲安賀治傷癒復出戰攻入其在新特蘭的首個入球，在英足盃對列斯聯的第三圈賽事一箭定江山，助球隊以1:0勝出並晉級。

### 水晶宮
2017年1月，水晶宮從深陷降班漩渦的新特蘭羅致雲安賀治，並隨即在首戰正選上陣倒戈，卻爆冷以0:4落敗。

### 加拉塔萨雷
2021年7月28日，加拉塔萨雷宣布以三年合同签下雲安賀治。

## 國家隊
2013年11月19日，雲安賀治首次代表荷蘭國家隊，在阿姆斯特丹球場舉行對哥倫比亞的友誼賽中，他在補時階段後備入替迪比。